# تحكيم دولي
التحكيم الدولي هو الأسلوب الرئيسي لحل وتسوية النزاعات الناشئة عن الإتفاقات التجارية والعلاقات الدولية. التحكيم الدولي، كما هو الحال في التحكيم بشكل عام، يعتمد على العقود، ذلك يعني ان الأطراف قد قررت ان تقدم بتقديم المنازعات لتصل إلى قرار ملزم من قبل طرف أو أكثر من المحكمين والذين يتم اختيارهم من قبل أو بالنيابة عن الأطراف المتنازعة. غالباً ما يتم تضمين احكام للمنازعات المستقبلية في العقود المبرمة بين الأطراف. تم إقرار التحكيم الدولي كي يسمح للأطراف المتنازعة القادمة من خلفيات قانونية وثقافية مختلفة بتسوية نزاعاتهم، بدون الخوض في شكليات النظام القانوني لكل طرف.

## مميزات التحكيم الدولي
يتمتع التحكيم الدولي بشعبية متزايدة في مجال الأعمال خصوصاً والمجالات الأخرى عموماً وذلك على مدى ال50 سنة الماضية. هناك عدة أسباب تدفع الأطراف المتنازعة لحل منازعاتها الدولية عن طريق التحكيم. تشمل الرغبة في تجنب عدم الدقة و تجنب الممارسات المحلية المرتبطة بالمحاكم الوطنية. من الأسباب أيضاً الرغبة في الحصول على قرارات أسرع وأكثر كفاءة بالإضافة إلى ان إتفاقيات وقرارات التحكيم الدولي غالباً ما تكون ملزمة التنفيذ. يضاف إلى المميزات السابقة الخبرة التجارية الواسعة للمحكمين، حرية الأطراف في اختيار وصياغة إجراءات التحكيم والسرية التامة للإجراءات وغيرها من المنافع.

## روابط خارجية

### برامج تعليم التحكيم الدولي
- Stockholm University, Master of International Commercial Arbitration Law
- European Mediation Training for Practitioners of Justice - EMTPJ
- University of Miami School of Law LL.M. International Arbitration
- School of International Arbitration, Queen Mary, University of London
- Arbitration Academy / Académie de l'Arbitrage, Summer Courses in Paris
- Master Arbitrage et Commerce International, University of Versailles
- Straus Institute for Dispute Resolution at the Pepperdine University School of Law